# Грбавица (Шипово)
Грбавица је насељено мјесто у општини Шипово, Република Српска, БиХ. Према попису становништва из 1991. у насељу је живјело 81 становника.

## Становништво
| Националност       | 1991. | 1981. | 1971. | 1961. |
| Срби               | 81    | 142   | 147   |       |
| Југословени        |       | 5     |       |       |
| остали и непознато |       |       | 1     |       |
| Укупно             | 81    | 147   | 148   | '     |

| Демографија | Демографија | Демографија |
| Година      | Становника  | Становника  |
| ----------- | ----------- | ----------- |
| 1961.       | 148         |             |
| 1971.       | 148         |             |
| 1981.       | 147         |             |
| 1991.       | 81          |             |

### Презимена
- Јандрић, Срби[2]
- Марић, Срби[2]
- Миловац, Срби[2]
- Михаиловић, Срби[2]
- Пилић, Срби[2]
- Попржен, Срби[2]
- Ракита, Срби[2]
- Савић, Срби[2]
- Сурутка, Срби[2]

## Познате личности
- Станко Ракита, српски пјесник